# Непокорная (роман)
«Непокорная» (англ. Untamed) — четвёртый роман из серии «Дом Ночи» Филис Каст и Кристин Каст.

## Сюжет
Зои растеряла всех своих бойфрендов: Эрик Найт узнал, что она ему изменяет, Лорен Блейк погиб, а отношения с Хитом Люком разорваны навсегда. На этом несчастья девушки не закончились. От неё отвернулись друзья, ведь она так часто их обманывала.
Неферет замышляет что-то недоброе, а вскоре Афродите является видение, в котором бабушка Зои пишет песню об ужасных созданиях в облике воронов.
Зои подружилась с Афродитой, а вскоре вернула себе и остальных друзей. Те, наконец, поняли, почему она не могла быть с ними откровенной. В жизни девушки появляется новый герой по имени Джеймс Старк. Они понимают друг друга с полуслова. Джеймс отмечен особым даром, он всегда попадает точно в цель, что делает его очень опасным. Но тело Джеймса отвергает Изменение, и он умирает на руках Зои.
Перед самым концом девушка открывает ему страшную тайну, что, возможно, он не умрёт навсегда, а вернётся в Дом Ночи в облике Соискателя. Её слова оказываются правдой: Старк превращается в Немёртвого и, повинуясь злой воле Неферет, ранит Стиви Рей, так что кровь несчастной проливается на землю. Так сбывается строка песни и пробуждается заключённая в ней сила.
Зои и её друзья, в том числе Эрик Найт, покидают Дом Ночи, унося с собой Стиви Рей. Теперь им предстоит победить Неферет и спасти Дом Ночи.

## Издания на русском языке
- Каст Ф., Каст К. Непокорная (твёрдый переплёт) / Пер. с анг. В. А. Максимовой. — М.: ОЛМА медиа Групп, 2009—480 с. — (Дом Ночи) — ISBN 978-5-373-02849-3
- Каст Ф., Каст К. Непокорная мини (мягкий переплёт) / Пер. с анг. В. А. Максимовой. — М.: ОЛМА медиа Групп, 2012—480 с. — (Дом Ночи) — ISBN 978-5-373-04224-6
- Каст Ф., Каст К. Непокорная (мягкий переплёт) / Пер. с анг. В. А. Максимовой. — М.: ОЛМА медиа Групп, 2010—384 с. — (Дом Ночи) — ISBN 978-5-3730-3478-4